# Kozlíček polní
Kozlíček polní (Valerianella locusta) čili kozlíček polníček (lidově polníček) je drobná jednoletá bylina s vidlicovitě dělenou, 10–30 cm vysokou lodyhou, jednoduchými listy a nenápadnými bělavými nebo modrými květy. Pěstuje se zemědělsky a listy prodávané pod lidovým názvem polníček se využívají jako listová zelenina např. pro přípravu salátu nebo jarních polévek.

## Výskyt a původ

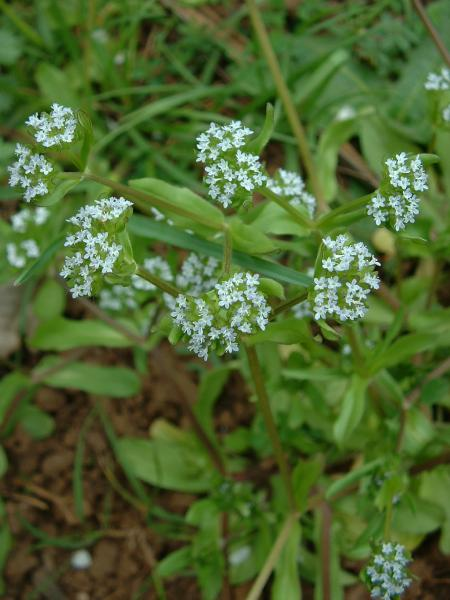
Kozlíček polní

Planě roste na polích, v trávnících, v příkopech, na pastvinách a vinicích od nížin do podhůří. Pochází z oblasti kolem Středozemního moře a je rozšířena téměř po celé Evropě, na Kavkaze, v Přední Asii, severní Africe i v Severní Americe.

## Pěstování a sběr
Kozlíček polní je ozimá rostlina; klíčí již na podzim a přezimuje v listové růžici, ale ne v hojném množství. Z kozlíčku byly vyšlechtěny kulturní typy. Koncem března a v dubnu sbíráme listové růžice.

## Obsah látek
Polníček má vysokou výživovou hodnotu a příjemnou, mírně oříškovou chuť. Mívá značný obsah vitamínu C (asi jako citrony), což je důležité zvláště časně zjara. Dále obsahuje provitamín A, vitamíny skupiny B, mnoho fosforu, vápníku a železa.

## Použití
- V léčitelství: Má uklidňující vliv na nervovou soustavu.[1]
- V kuchyni: Z čerstvých listů připravujeme salát nebo je přidáváme do míchaných salátů a do jarních polévek.